# Saint-Josse-ten-Noode
Saint-Josse-ten-Noode (fr.) ili Sint-Joost-ten-Node (niz.) je jedna od 19 dvojezičnih općina u Regiji glavnoga grada Bruxellesa u Belgiji.
Graniči s briselskim općinama Grad Bruxelles i Schaerbeek.

## Stanovništvo
Prema površini je ovo najmanja općina u Belgiji i Briselskoj regiji, ali s najvećom gustoćom stanovništva. Stanovništvo ove općine karakterizira velika heterogenost.
| Zemlja podrijetla                        | 1979.           | 1995.          |
| Belgija                                  | 12.222 (54,5 %) | 9.231 (42,1 %) |
| Turska                                   | 2.304 (10,3 %)  | 3.904 (18,1 %) |
| Maroko                                   | 2.664 (11,9 %)  | 3.761 (17,5 %) |
| Italija                                  | 1.661 (7,4 %)   | 785 (3,6 %)    |
| Španjolska                               | 840 (3,7 %)     | 443 (2,1 %)    |
| Portugal                                 | ...             | 209 (1 %)      |
| Kongo (DRK)                              | 198 (0,9 %)     |                |
| Ukupno                                   | 22.409          | 21.522         |
| Izvor: Institut National de Statistiques |                 |                |

## Vanjske poveznice
- (fr.) (nizoz.) Službena stranica općine